# Groupama
 (juillet 2025).
Si vous disposez d'ouvrages ou d'articles de référence ou si vous connaissez des sites web de qualité traitant du thème abordé ici, merci de compléter l'article en donnant les références utiles à sa vérifiabilité et en les liant à la section « Notes et références ».
Pour les articles homonymes, voir Groupama.
Groupama est une société d'assurance mutuelle française distribuée par le réseau des Caisses régionales. Elle est implantée dans 10 pays, notamment en Europe (France, Italie, Hongrie, Roumanie, Grèce, Bulgarie et Slovaquie), en Turquie, en Tunisie et en Chine.

## Histoire

### Origines
L'histoire de Groupama débute à la fin du XIXe siècle avec les agriculteurs qui recherchaient des solutions d'assurance adaptées à leurs besoins bien spécifiques. Le 22 décembre 1840, la première mutuelle agricole locale pour couvrir le risque de l'incendie est créée par les agriculteurs à Mions dans le Rhône. La loi du 4 juillet 1900 fixe le cadre juridique spécifique aux Caisses d’Assurances Mutuelles Agricoles (AMA). En 1908, la première caisse régionale est créée à Paris. En 1906 et 1908, des caisses centrales de réassurance agricole sont créées respectivement pour les volets dits Incendie (1906) et Bétail (1908).

### Seconde partie duXXesiècle
En 1963, la SAMDA (Société d'Assurance Mutuelle du Domaine Agricole) est créée. Elle permet la protection des risques de dommages non agricoles. Elle devient le 1er assureur des communes. En 1972, SORAVIE (Société des Organisations Agricoles pour l’Assurance Vie) est créée à son tour en partenariat avec le Crédit agricole. Puis en 1975, c'est au tour de la SOS-AMA (service d’assistance généralisée) d'être fondée. En 1986, Groupama est fondé, pour regrouper AMA, SAMDA, SORAVIE, SOREMA. En 1987, le PAP (Plan d’Assurance des Particuliers) est lancé, 1er contrat global d’assurance pour toute la famille. La même année, B.CERP, la banque du groupe, est créée. Elle prend le nom de Banque Financière Groupama en 1992. En 1993, les caisses régionales de Groupama sont créées. La même année, Soravie devient Groupama Vie. En 1995, les AMA sont ruralisées, c'est-à-dire qu'elles sont dès lors autorisées à assurer des non-agriculteurs. Les Caisses d’AMA absorbent le portefeuille SAMDA. Les AMA deviennent la 1re mutuelle d’assurance en France.

### Fusion avec Gan
En 1998, Groupama acquiert Gan, le 4e assureur français, et devient le 2e assureur généraliste français. En novembre 1999, les activités financières du Gan et de Groupama sont regroupées au sein de Finama. Les comptes du Gan sont redressés malgré un résultat affecté par les tempêtes exceptionnelles et les inondations de la fin d’année 1999 qui ont durement touché la France et l'Europe.

### Développement international et restructuration
En 2001, Groupama décide d’élargir sa gamme à l’offre bancaire. La même année, des schémas de regroupement des Caisses Régionales sont réalisés et un projet d’ouverture du capital du groupe est lancé. En 2003, l’offre bancaire est généralisée à l'ensemble des caisses régionales.
En 2006, le groupe se développe à l'étranger avec l'acquisition des filiales espagnoles d'un groupe français, l'acquisition du 6e assureur turc Basak ainsi que l'achat du courtier britannique Carole Nash [en].
En 2007, le développement international du groupe se poursuit avec l'acquisition de l'assureur italien Nuova Tirrena et deux nouveaux courtiers au Royaume-Uni, Bollington Group et Lark.
Sur la même période et jusqu'en 2008, Groupama se renforce en Europe centrale et orientale grâce à l'acquisition de l'assureur grec Phoenix Metrolife, des sociétés d'assurance roumaines BT Asigurari et Asiban. Le groupe français renforce parallèlement ses positions en Turquie, avec l'acquisition de deux sociétés d'assurance, Güven Sigorta et Güven Hayat.
Parallèlement, Groupama signe un partenariat stratégique en Hongrie avec OTP Banque, la première banque indépendante d'Europe centrale.
En Tunisie, le groupe acquiert 35 % de Star, le primat du marché de l'assurance du pays.
En France, le groupe Groupama crée Amaguiz, une nouvelle marque destinée à la vente exclusive en ligne. Par ailleurs Groupama signe un accord de partenariat avec la Banque Postale, qui se traduit l'année suivante par la création d'une filiale commune pour distribuer des produits d'assurance dommages, via le réseau de la Banque Postale.
En 2009, Groupama Banque (devenue Orange Bank en janvier 2017) et Banque Finama fusionnent.
En 2010, les activités Vie sont regroupées au sein de Groupama Gan Vie. Groupama et AVIC (Aviation Industry Corporation of China) signent un accord de création d'un partenariat afin de se renforcer dans le domaine de l'assurance non vie en Chine.
De 2010 à 2012, Groupama regroupe ses Caisses Régionales autour de 9 entités géographiques : Groupama Centre Manche, Groupama Loire Bretagne, Groupama Centre Atlantique, Groupama Paris Val-de-Loire, Groupama Nord-Est, Groupama Grand-Est, Groupama Rhône-Alpes Auvergne, Groupama Méditerranée, Groupama d'Oc; auxquelles s'ajoutent deux caisses d'outre-mer (Antilles Guyane) et deux caisses spécialisées (la MISSO ou Mutuelle Incendie des Sylviculteurs du Sud-Ouest créée en 1947 et celle des producteurs de tabac). En 2017, à l'occasion de ses 70 ans, la MISSO, ayant élargie son offre sur les risques tempête et responsabilité civile en forêt, devient Groupama Forêt Assurance.
L'année 2011 est marquée par la crise de la dette dans la zone Euro, notamment en Grèce, et par une forte dégradation des marchés financiers. Cette situation affecte la santé financière de Groupama. La note du groupe est abaissée par les agences de notation Fitch Ratings et Standards and Poor's.
Le groupe cède fin 2011 et début 2012 les activités IARD de Gan Eurocourtage, l'activité maritime en France de cette filiale, ainsi que la filiale espagnole et celle d'assurance non vie au Royaume-Uni.
Dans le cadre de son plan d'action lancé début 2012, Groupama annonce le 5 octobre 2012, qu'il exerce son option de ne pas verser les intérêts d'une partie de sa dette pour l'échéance du 22 octobre. Le groupe abandonne son projet d'ouverture du capital, et restructure son portefeuille d'actifs pour réduire sa sensibilité aux fluctuations des marchés financiers.

### Positionnement sur des marchés rentables
En 2013, après deux années de perte, le Groupe renoue avec les bénéfices et renforce sa flexibilité financière. Au début de l'année, le Groupe cède 100 % de Groupama Private Equity et de sa participation dans le cabinet de courtage britannique Bollington.
Le groupe se place sur le marché de la santé collective en France (dans la perspective de l'entrée en vigueur de l'ANI ou accord national interprofessionnel) et lance, en juillet 2013, une offre ANI compatible.
En décembre 2015, Groupama lance ses premiers certificats mutualistes autorisés par la loi de l'Économie Sociale et Solidaire de juillet 2014. Fin 2016, l’ensemble des caisses régionales a émis des certificats mutualistes.
En 2016, Orange et Groupama signent un accord visant à développer une offre bancaire 100 % mobile. Ainsi, Orange entre à hauteur de 65 % au capital de Groupama Banque, rebaptisée Orange Bank le 16 janvier 2017.

### Transformation de Groupama SA en Groupama Assurances Mutuelles
Le 7 juin 2018, la société Groupama SA, organe central du groupe, a été transformée en caisse de réassurance mutuelle agricole à compétence nationale, forme particulière de société d'assurance mutuelle, dont la dénomination usuelle est Groupama Assurances Mutuelles.
Le 14 janvier 2021, la direction annonce le rachat de Juritravail, une société spécialisée dans les contenus juridiques à distance ou le conseil juridique par téléphone. Un rachat que Groupama explique en raison de la montée des demandes de services juridiques, dans un contexte où les nouvelles entreprises se créent avec des statuts de plus en plus spécifiques.
Début juin 2023, François Schmitt, ancien président de Groupama Grand Est, succède à Jean-Yves Dagès à la direction du groupe.

## Conflits d'entreprise
- La Bressane : Groupama Rhône-Alpes a été le réassureur de La Bressane jusqu'en 2014. La Bressane a refusé de disparaître et d'être dissoute dans Groupama[23], comme les autres caisses locales. Un contentieux porté devant les tribunaux[24] a condamné Groupama[25],[26].
- Jean Azéma, directeur général de Groupama, est révoqué le 24 octobre 2011, et quitte le groupe avec des indemnités de 3 millions d'euros[27].
- Fin mai 2012, la situation du groupe est catastrophique. Une de ses filiales les plus rentables, Gan Eurocourtage est cédée au groupe Allianz[28].

## Filiales et marques
- Gan (Gan Eurocourtage / Gan Assurances / Gan Patrimoine / Gan Prévoyance)
- Amaline Assurances
- Groupama Asset Management
- Groupama Épargne salariale
- Société française de Protection juridique
- Groupama Assurance Crédit & Caution
- Groupama Immobilier
- SGPS (Société de Gestion de Prestations de Santé) a fusionné avec Groupama Gan Vie le 1er janvier 2015
- Activeille
- Centaure
- CapsAuto
- Mutuaide
- France Maintenance Bâtiment
- G2S - Groupama Supports et Services
- Rent A Car (20 % du capital)

## Identité visuelle (logo)

Ancien logo de Groupama de 1986 au 19 septembre 2002.
Ancien logo de Groupama du 20 septembre 2002 au 6 janvier 2008.
Ancien logo de Groupama du 7 janvier 2008 au 4 septembre 2016.
Ancien logo de Groupama du 5 septembre 2016 au 17 novembre 2024.
Logo actuel de Groupama depuis le 18 novembre 2024.

### Slogans
- Du 20 septembre 1998 au 30 septembre 2000 : « On s'assure les uns les autres »
- Du 1er octobre 2000 au 19 septembre 2002 : « Faire face aux risques d'aujourd'hui »
- Du 20 septembre 2002 au 6 janvier 2008 : « Donnons à la vie toutes ses chances. »
- Du 7 janvier 2008 au 4 septembre 2016 : « Toujours là pour moi. »
- Du 5 septembre 2016 au 17 novembre 2024 : « La vraie vie s'assure ici. »
- Depuis le 18 novembre 2024 : « Toujours là pour moi. »

## Métiers
Le Groupe est présent sur tous les métiers de l'assurance et des services financiers. Groupama est premier en matière d’assurance agricole, de santé individuelle et des collectivités locales (assureur de la moitié des communes françaises). C’est le 2e assureur en habitation et le 4e en assurance auto.
Il couvre les besoins des particuliers, des professionnels, des entreprises, des associations et des collectivités locales.
Groupama est également présent sur le marché de l’assistance avec Mutuaide (assistance habitation, aux véhicules, services à domicile, assistance voyage…) et avec Groupama Protection Juridique qui accompagne ses clients pour la résolution de litiges.

## Direction de Groupama Assurances Mutuelles
Direction générale :
- Thierry Martel[30] - Directeur général de Groupama Assurances Mutuelles
- Christian Cochennec - Directeur général adjoint Dommages France et Informatique
- Jean-François Garin - Directeur général adjoint Activités Vie
- Rémi Lorenzelli - Directeur général adjoint stratégie et partenariats Groupe, Ressources Humaines Groupe et Secrétaire général
- Olivier Péqueux - Directeur général adjoint Activités internationales
- Cyril Roux - Directeur général adjoint Finances, Actuariat Audit Groupe, Risques

Conseil d'administration :
- Jean-Yves Dagès[31] - Président et Président de Groupama d'Oc
- Jean-Louis Pivard - Vice-Président et Président de Groupama Rhône-Alpes Auvergne
- Isabelle Bordry – Administratrice indépendante
- Isabelle Chasseur – Administratrice représentant les salariés
- Daniel Collay – Président de Groupama Paris Val de Loire
- Jean-Pierre Constant – Président de Groupama Méditerranée
- Ada Di Marzo – Administratrice indépendante
- Denis Roumégous – Président de Groupama Centre-Atlantique
- Caroline Gregoire Sainte Marie – Administratrice indépendante
- Elie Harari – Administrateur indépendant
- Sylvie Le Dilly – Présidente de Groupama Centre Manche
- Christophe Mercier – Administrateur représentant les salariés
- Jérôme Moy – Président de Groupama Loire Bretagne
- Laurent Poupart – Président de Groupama Nord-Est
- François Schmitt – Président Groupama Grand-Est

## Mécénat et sponsoring sportif
Groupama assure des actions de mécénat scientifique et culturel à travers des fondations, et effectue du parrainage sportif.
- La Fondation Gan pour le Cinéma[32], destinée à venir en aide au cinéma français, en particulier à subvenir financièrement à la production et à la distribution de films.
- La Fondation Groupama, qui soutient la lutte contre les maladies rares.
- Le parrainage du sport nautique à voile avec Franck Cammas de 1997 à 2017, avec des victoires sur plusieurs supports[33] dont :
  - Volvo Ocean Race 2011-2012 sur le monocoque de 70 pieds Groupama 4 ;
  - Transat Jacques-Vabre en 2001, 2003 et 2007 sur les trimarans de 60 pieds Groupama puis Groupama 2 ;
  - Route du Rhum 2010 sur le maxi-trimaran Groupama 3 ;
  - participation à la Coupe de l'America 2017 avec le défi Groupama Team France[34].
- Naming du stade de l'Olympique lyonnais : Groupama Stadium (2017-2025) et du centre d'entrainement « Groupama OL Training Center »[35].
- L'Équipe cycliste Groupama-FDJ depuis fin 2017 et jusqu'en 2024.

## Activités de lobbying
Groupama est représenté par un cabinet spécialisé inscrit depuis 2016 au registre de transparence des représentants d'intérêts auprès de la Commission européenne. Il déclare en 2016 pour cette activité et pour Groupama des dépenses annuelles d'un montant de 10 000 euros.
Pour l'année 2020, Groupama SA déclare à la Haute Autorité pour la transparence de la vie publique exercer des activités de lobbying en France pour un montant compris entre 300 000 et 400 000 euros.